# 자말 마하마트
자말 압둘라예 마하마트 빈디(아랍어: جمال عبدولاي محمد بيندي, Djamal Abdoulaye Mahamat Bindi, 1983년 4월 26일 ~ )는 리비아의 전 축구 선수이다. 과거 리비아 축구 국가대표팀에서도 활약하였다.